# Fehnenschneidmühle
Fehnenschneidmühle ist ein Gemeindeteil der Gemeinde Wilhelmsthal im Landkreis Kronach (Oberfranken, Bayern).

## Geographie
Die Einöde liegt an der Kremnitz, die unmittelbar südlich mit der Grümpel zur Kronach zusammenfließt. Die Staatsstraße 2200 führt nach Steinberg (1,7 km südlich) bzw. nach Wilhelmsthal (1,2 km nördlich). Die Kreisstraße KC 3 führt an der Felsmühle vorbei nach Gifting (3 km nordwestlich).

## Geschichte
Gegen Ende des 18. Jahrhunderts gehörte Fehnenschneidmühle zur Realgemeinde Steinberg. Das Hochgericht übte das bambergische Centamt Kronach aus. Die Grundherrschaft über die Mahlmühle hatte das Kastenamt Kronach.
Mit dem Gemeindeedikt wurde Fehnenschneidmühle dem 1808 gebildeten Steuerdistrikt Steinberg und der 1818 gebildeten Ruralgemeinde Steinberg zugewiesen. Am 1. Mai 1978 wurde Fehnenschneidmühle im Zuge der Gebietsreform in Bayern in die Gemeinde Wilhelmsthal eingegliedert.

### Einwohnerentwicklung
| Jahr      | 001818 | 001861 | 001871 | 001885 | 001900 | 001925 | 001950 | 001961 | 001970 | 001987 |
| Einwohner |        | 8      | 8      | 4      | 7      | 8      | 8      | 3      | 14     | 9      |
| Häuser    | 1      |        |        | 1      | 1      | 1      | 1      | 1      |        | 2      |
| Quelle    | [ 5 ]  | [ 7 ]  | [ 8 ]  | [ 9 ]  | [ 10 ] | [ 11 ] | [ 12 ] | [ 13 ] | [ 14 ] | [ 1 ]  |

## Religion
Der Ort ist römisch-katholisch geprägt und nach St. Pankratius in Steinberg gepfarrt.